# Otto Lindig

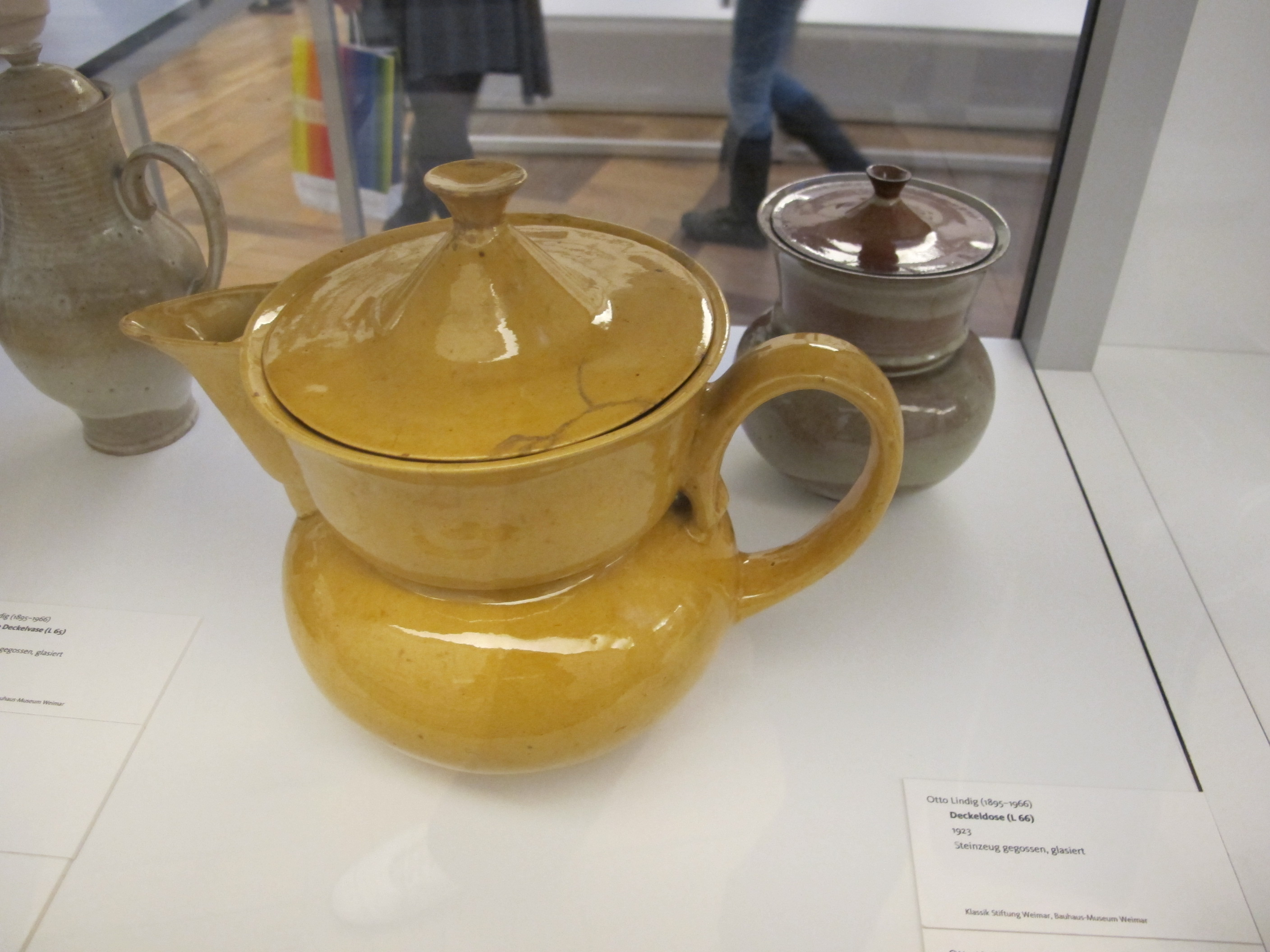
Brocca con coperchio, 1923

Otto Lindig (Pößneck, 1881 – 1966) è stato un ceramista tedesco che fu allievo e in seguito direttore del laboratorio di ceramica del Bauhaus a Weimar.

## Biografia
La sua formazione è iniziata come artista, in seguito, tra il 1913 e il 1915, ha studiato scultura con l'architetto e designer Henry van de Velde alla Scuola di artigianato artistico di Weimar, che alloggiava negli edifici che dopo la prima guerra mondiale verranno occupati dal Bauhaus.
Non appena nel 1919 il Bauhaus venne aperto Lindig si iscrisse alla scuola e seguì dal 1920 il laboratorio di ceramica, allora tenuto dallo scultore Gerhard Marcks, che aveva il ruolo di maestro-artista, e dal ceramista Max Krehan, nel ruolo di maestro-artigiano.
Lindig fu uno dei pochi studenti che terminarono il laboratorio, insieme a Theodor Bogler, Werner Burri e Marguerite Wildenhain.
A seguito delle incomprensioni tra Gropius, che sosteneva la teoria dell'unione tra Arte e Tecnologia, Marcks e Kreahn si allontanarono dal Bauhaus e Lindig e Bogler ricoprirono i loro ruoli.
Nonostante ciò i vecchi docenti continuarono a tenere un proprio laboratorio nel castello di Dornburg, che definivano l'"alto" laboratorio rispetto al "basso" laboratorio tenuto dai giovani maestri, che sperimentarono nuove tecniche e forme per una produzione di ceramica in serie.
Quando il Bauhaus si trasferì a Dessau Lindig continuò l'attività del laboratorio a Dornburg, ma entrando a far parte del Dipartimento di Ceramica della Scuola di Stato per costruttori di Weimar.
Dal 1930 fino al 1947 continuò a tenere il suo laboratorio in proprio, collaborando con la Scuola d'Arte Regionale di Amburgo, dove il suo vecchio maestro Marcks tenne lezioni di scultura fino alla fine della seconda guerra mondiale.